# نادي نيس

شعار نيس من 1948 حتى 1992.

نادي نيس الأولمبي للجمباز (بالفرنسية: Olympique Gymnaste Club de Nice) هو نادي كرة قدم مدينة نيس الواقعة أقصى شرق جنوب فرنسا. تأسس نادي نيس عام 1904، ويتخذ من ملعب أليانز ريفييرا مقراً له والذي يتسع لـ 35,624 مشجعاً. نيس هو أحد الأندية المؤسسة لبطولة الدوري الفرنسي، وهي البطولة التي حمل لقبها أربع مرات.

## التاريخ
ويعد نادي نيس من الأندية الناجحة في فرنسا، حيث يملك في خزائنه أيضاً ثلاث بطولات كأس فرنسا، ومعظم إنجازات هذا النادي في خمسينات القرن الماضي، وآخر بطولاته تعود إلى عام 1997 عندم افاز بلقب كأس فرنسا على حساب جانجون بنتيجة 4-3 بركلات الترجيح.
أسطورة نيس هو اللاعب الإسباني خواكين فالي، الذي لعب مع الفريق 11 عاماً، سجل خلالها 339 هدفاً في 407 مباراة، ليكون الهداف التاريخي لنيس، علماً أنه انتقل عام 1948 إلى اسبانيول واعتزل هناك بعد موسم واحد فقط.
ومن المعلومات المهمة عن تاريخ نادي نيس أنه لم يتأسس كي يكون نادي كرة قدم، بل إن مؤسسيه فكروا بجعله نادي لألعاب القوى والجمباز، حتى جاء عام 1908 لتصبح كرة القدم أحد أقسام نادي نيس. نيس ورغم تفوقه في الخمسينات من القرن الماضي، لكنه دخل بعد ذلك في دوامة الهبوط والصعود، وإن أقام الفترة الأكبر من مسيرته في الدرجة الأولى.
بطولة كأس فرنسا التي فاز بها نيس عام 1997 لم تكن مقنعة لأحد، لأن الحظ خدمه بشكل غريب، حيث لم يواجه أي فريق من فرق الدرجة الأولى حتى المباراة النهائية باستثناء باستيا، وبالتالي كان هبوطه بعد أيام قليلة إلى الدرجة الثانية أمراً طبيعياً.
وكاد نيس أن يواجه نكسة قوية بصعوده للمشاركة في الدرجة الأولى موسم 2001-2002، حيث فشل بتلبية المتطلبات المالية مما تسبب بإعلان هبوطه إلى الدرجة الثالثة، لكنه قام ببيع بعض نجومه ليعوض الخسائر ويسدد بعض الديون، فاستأنف وكسب رهانه ليلعب في الدرجة الأهم، واستقر هناك حتى الآن.
النسر الموجود على شعار نيس، هو نسر إمبراطورية روما، حيث كان قد أهداه الحاكم سافوا إلى مدينة نيس، ليصبح من حينها شعاراً للمدينة وما ينبثق عنها.
سوق الانتقالات الشتوية من موسم 2014-2015 شهدت حادثة غريبة مع نيس، حيث حاول النادي التعاقد مع اللاعب الفرنسي حاتم بن عرفة، ليتبين أن اللاعب شارك مع ناديين بشكل رسمي قبل ذلك، حيث لعب مع هال سيتي ونيوكاسل يونايتد، الأمر الذي يعتبر مخالفاً للقانون مما نتج عنه حرمان اللاعب حتى نهاية الموسم، وضياع نيس فرصة التعاقد مع اللاعب الذي قال في مؤتمر صحفي لتقديمه «لو طلبني ريال مدريد لرفضته من أجل نيس».
حاتم بن عرفة رد لاحقاً الجميل، وتألق بشكل رائع مع الفريق، وقادهم للمركز الرابع في موسم 2015-2016، الذي يعد أفضل المراكز في تاريخ النادي.
ومر من نيس عدة لاعبين كبار أمثال باتريس ايفرا وهوجو لوريس وحارس كولومبيا ديفيد أوسبينا ولويك ريمي.

## الإنجازات

### محلياً
- الدوري الفرنسي الدرجة الأولى (4 مرات):1951, 1952, 1956, 1959
- الدوري الفرنسي الدرجة الثانية (4 مرات):1948, 1965, 1970, 1994
- البطولة الوطنية (مرتان):1985, 1989
- كأس فرنسا (3 مرات): 1952, 1954, 1997 ** الوصيف(مره واحده):1978
- كأس الدوري الفرنسي ** الوصيف(مره واحده):2006
- كوبيه تشارلز دراغو (مره واحده):1958